# The Flowers of Evil
Aku no Hana (яп. 惡の華 «Цветы зла») — манга, автором которой является Сюдзо Осими, и аниме в жанре драмы режиссёра Хироси Нагахамы. Манга начала публиковаться в сентябре 2009 года в журнале Bessatsu Shōnen Magazine. Аниме-адаптация, снятая студией ZEXCS, начала транслироваться 5 апреля 2013 года. Аниме лицензировано компанией Sentai Filmworks. Аниме снято методом ротоскопирования, что вызвало споры в связи с тем, что персонажи выглядят более реалистичными, чем в оригинальной манге или типичном японском стиле. Стиль манги и стиль аниме очень отличаются друг от друга.

## Сюжет
История повествует о Такао Касуге, который очень любит читать книги, среди которых его самая любимая — «Les Fleurs Du Mal» (рус. «Цветы зла») Шарля Бодлера. Однажды, после школы, Такао видит случайно упавшую с полки спортивную форму Нанако, и непроизвольно крадёт её. Нанако Саэки очень красивая девушка, популярна в классе и имеет много друзей и поклонников. Тем не менее, одинокая девушка Сава, которая видела, как Такао забирает форму Нанако, рада, что поймала его на «месте преступления». Сава Накамура шантажирует Касугу, заключая с ним контракт, в противном случае она раскроет «секрет» всему классу.

## Персонажи
Такао Касуга (яп. 春日 高男 Касуга Такао)
Ученик средней школы, который имеет огромную любовь к литературе и книгам. Такао влюблён в Нанако, именно поэтому он непроизвольно крадёт её спортивную форму. Свидетелем этого была Сава, одинокая и отстранённая девушка, которая начала шантажировать Такао, предлагая заключить ему с ней «контракт». Вследствие этого «контракта», Такао и Сава стали «друзьями». С самого начала Касуга был против всего этого, но он боялся, что Накамура обо всём расскажет классу и поэтому он осторожно последовал за ней, исполняя её запросы, но всё же он не любил эти встречи.
Сэйю — Синъитиро Уэда
Сава Накамура (яп. 仲村 佐和 Накамура Сава)
Одноклассница Такао. Одинокая и отстранённая девушка, у которой нет друзей. У неё грубый и враждебный характер, хотя можно видеть её радостной вместе с Касугой. Часто Накамуру можно видеть спокойной, но она очень вспыльчива и эмоциональна по отношению к Такао. Сава не любит, когда кто-то вторгается в её личное пространство. В её комнату не входил никто, кроме неё самой.
Сэйю — Мария Исэ
Нанако Саэки (яп. 佐伯 奈々子 Саэки Нанако)
Популярная, красивая и умная девушка, одноклассница Такао. Она начинает обращать на него внимание, когда Касуга заступился за Накамуру перед всем классом. Чувства Нанако становятся ещё глубже, когда она узнаёт, что Касуге нравится книга «Les Fleurs Du Mal» и она желает прочитать эту книгу, чтобы понять Такао больше. Саэки ревновала Касугу к Накамуре, ведь он проводил с ней достаточно времени вместе.
Сэйю — Ёко Хикаса
Ямада Масакадзу (яп. 正和 山田 Масакадзу Ямада)
Друг Такао. Зачастую ведёт себя пренебрежительно и громко. Если его что-то заинтересовало, то он может взять это, не спросив разрешения.
Сэйю — Мацудзаки Кацутоси
Кэн Кодзима (яп. 小島 建 Кодзима Кэн)
Друг Такао. Касуга неохотно, но часто спрашивает его о сексуальной теме относительно Нанако.
Сэйю — Синъя Хамадзоэ
Аи Киносита (яп. 木下 亜衣 Киносита Аи)
Лучшая подруга Нанако. Откровенна и горяча. Глубоко заботится о своей лучшей подруге и начинает ненавидеть Такао за то, что он причинил Нанако боль расставанием.
Сэйю — Аяко Уэмура

## Музыка
Открывающую композицию под названием «Aku no Hana» исполняет Uchuujin, а закрывающую композицию, название которой «〜花〜 A Last Flower» исполняет ASA-CHANG и Junray.